# The Tenants
The Tenants ist ein Roman des jüdisch-amerikanischen Schriftstellers Bernard Malamud, der 1971 erstveröffentlicht wurde. Die deutsche Übersetzung von Annemarie Böll erschien 1973 unter dem Titel Die Mieter.

## Handlung
Harry Lesser ist ein jüdischer Romanautor, welcher in einem zum Abriss bestimmten Mietshaus in Manhattan wohnt. Er hat bisher zwei Romane veröffentlicht, einen gelungenen und einen schwächeren, und lebt seit 10 Jahren von dem Erlös aus dem Verkauf der Filmrechte. Nun arbeitet er an seinem dritten Roman, der sein Meisterwerk werden soll. Irving Levenspiel, sein Vermieter, hat ihm schon seit geraumer Zeit die Wohnung gekündigt und versucht immer wieder ihn durch Bestechungen zu einem Umzug zu bewegen. Lesser möchte jedoch seine Wohnung nicht verlassen, um in der gewohnten Umgebung sein neues Werk fertigzustellen, und erreicht es mit Hilfe der Aufsichtsbehörde, das Haus weiterhin bewohnen zu dürfen.
Überraschenderweise zieht der afroamerikanische Willie Spearmint illegal in eine der leerstehenden Wohnungen ein, um wie Lesser in Ruhe einen Roman zu Ende zu schreiben. Willie gewinnt Vertrauen in die Urteilsfähigkeit Lessers und bittet diesen um seine Kritik. Die beiden feiern, verbringen Abende miteinander und sprechen vor allem über ihre Arbeit und Werke. Als Willie auf Lessers Vorschläge hin seine Entwürfe überarbeitet, beginnt er das jüdische Mädchen Irene, mit dem er zusammenlebt, zu vernachlässigen. Willie wird zu einer Art 'Schüler' für Lesser. Es beginnt eine konfliktreiche Beziehung zwischen den beiden. Diese gipfelt darin, dass Lesser sich in Irene verliebt und diese Willie ausspannt. Als Willie von der Beziehung erfährt, zerstört er aus Rache mit Hilfe von Freunden Lessers Manuskript. Lesser entscheidet sich das Buch neu zu schreiben. In seinem Bemühen um die Rekonstruktion des Romans, über dessen Ende er sich immer noch ungewiss ist, vernachlässigt nun Lesser Irene. Als diese beschließt alleine nach San Francisco zu ziehen, entwickelt sich eine Hassbeziehung zwischen Lesser und Spearmint, die beide um das verzweifelte Bemühen des anderen wissen, die eigene Not in ein Kunstwerk umzusetzen. Es kommt zu einer gewaltsamen Konfrontation in dem Mietshaus. Beide lauern sich gegenseitig auf, töten einander und sterben noch im Flur.

## Überlagerung verschiedener Bedeutungsebenen
Malamuds komplexe Gestaltung des Romans mit einer Fülle intertextueller Bezüge und einer Verflechtung  realistischer, symbolisch-metaphorischer sowie  metametafiktionaler Elemente lässt unterschiedliche Lesarten und Deutungen der Aussagen des Werkes zu.
Dementsprechend finden sich in der bisherigen literaturwissenschaftlichen und literaturkritischen Auseinandersetzung mit dem Roman eine Vielzahl unterschiedlicher, teils konträrer, teils sich überlappender Interpretationsansätze.
Im Wesentlichen sind dabei zwei Ausrichtungen in der Deutungspraxis auszumachen: Einerseits wird The Tenants als Malamuds Versuch gesehen, die Beziehungen zwischen der jüdisch-amerikanischen und der schwarz-amerikanischen ethnischen Minorität im Zusammenhang mit ihren jeweiligen literarischen Ausdrucksformen im Anschluss an seine Kurzgeschichten Angel Levine (1955) und Black Is My Favorite Color (1963) weiter auszuloten.
Andererseits wird die Hauptthematik des Romans in der Konfrontation von Literatur und Gesellschaft und der Dekonstruktion der traditionellen romantischen Vorstellungen über die soziale Unabhängigkeit oder Autonomie des literarischen Textes als Kunstwerk gesehen. Nach dieser Lesart bringt The Tenants den Zusammenbruch derartiger Annahmen der romantischen Literaturtradition angesichts des eindringlich dargestellten Widerspruchs zur Realität der Entstehungsbedingungen von Literatur in der modernen amerikanischen Gesellschaft zum Ausdruck. Der Roman zeigt nach diesem Deutungsansatz gleichsam modellhaft die unauflösbare dialektische Einbettung des literarischen Werks und der literarischen Normen als sozialer Institution in die bestehenden gesellschaftlichen Verhältnisse, welche die Situation des Schriftstellers und seines Schaffens entscheidend prägen.

## Intention
Malamud selber wandte sich gegen ein eingeschränktes Verständnis des Romans als einer einfachen Geschichte über das Verhältnis der Schwarzen und Weißen in den Vereinigten Staaten. In einem Interview in der New York Times im Oktober 1971 bezeichnete er The Tenants als eine „Art prophetischer Warnung gegen den Fanatismus“ („a sort of Prophetic warning against fanaticism“). Ihm zufolge plädiert der Roman für die Erfindung von Wahlmöglichkeiten, um eine Tragödie auszuschalten („The book [...] argues for the invention of choices to outwit tragedy.“).

## Kritik
Der renommierte Amerikanist Peter Freese schreibt in seinem Beitrag über das Werk in Kindlers Literatur Lexikon: 

„The Tenants verknüpft einen Künstlerroman, der für eine das Leben bereichernde Kunst plädiert, mit einer für Malamud überraschend pessimistischen Polit-Parabel, die einen Rassenkrieg als unausweichlich prophezeit.“

## Ausgaben (Auswahl)
- Bernard Malamud: The Tenants. Farrar, Straus and Giroux, New York 1971 (Neuauflage 2003).
- Bernard Malamud: The Tenants. Eyre Methuen, London 1972.
- Bernard Malamud: Die Mieter.  Aus dem Amerikanischen von Annemarie Böll.  Kiepenheuer und Witsch Verlag,  Köln 1973, ISBN 3-462-00934-6.
- Bernard Malamud: Die Mieter.  Deutsch von Annemarie Böll. Deutscher Taschenbuch Verlag, München 1982, ISBN 3-423-10006-0.

## Sekundärliteratur
- John Alexander Allen: The Promised End: Bernard Malamud’s The Tenants. In Bernard Malamud: A Collection of Critical Essays. Edited by Leslie A Field and Joyce W. Field. Englewood Cliffs, New Jersey: Prentice-Hall, 1975.
- Peter Freese: The Tenants. In: Heinz Ludwig Arnold (Hrsg.): Kindlers Literatur Lexikon. 3., völlig neu bearbeitete Auflage. Band 10, Metzler, Stuttgart/ Weimar 2009, ISBN 978-3-476-04000-8, S. 557–558.
- Peter Freese: Trouble in the House of Fiction: Bernard Malamud’s The Tenants. In: Werner Huber, Martin Middeke, Hubert Zapf (Hrsg.): Self-Reflexivity in Literature. Text und Theorie. Königshausen und Neumann, Würzburg 2005, S. 99–112.
- Steven G. Kellman: “The Tenants” in the House of Fiction. In: Studies in the Novel, Vol. 8, No. 4, Johns Hopkins University Press, Winter 1976, S. 458–467.
- Alvin B. Kernan: “Battering the Object”: The Attack on the Literary Text in Malamud’s «The Tenants». In: Alvin B. Kernan: The Imaginary Library: An Essay on Literature and Society. Chapter III, Princeton University Press 1982, S. 66–88.
- Jessica Lang: Unbound and Un-bodied: Reading Race in Malamud’s “The Tenants.” In: Victoria Aarons et al. (Hrsg.): Bernard Malamud: A Centennial Tribute. Wayne State University Press 2016, Chapter 5, S. 70–86.
- Edmund Spevack: Racial Conflict and Multiculturalism: Bernard Malamud’s The Tenants. In: MELUS, Vol. 22, No. 3, Varieties of Ethnic Criticism,  Oxford University Press, Herbst 1997, S. 31–54.